# Lista siturilor arheologice din județul Hunedoara - F
Lista siturilor arheologice din județul Hunedoara - F conține toate siturile arheologice din județul Hunedoara înscrise în Repertoriul Arheologic Național (RAN) și aflate în localități al căror nume începe cu litera F. RAN este administrat de Ministerul Culturii și Patrimoniului Național și cuprinde date științifice, cartografice, topografice, imagini și planuri, precum și orice alte informații privitoare la zonele cu potențial arheologic, studiate sau nu, încă existente sau dispărute.
Puteți căuta un sit din localitățile care încep cu litera F folosind formularul de mai jos sau puteți naviga prin toate siturile din județ la Lista siturilor arheologice din județul Hunedoara.
| Cod RAN     | Denumire | Localitate                             | Adresă                             | Datare      | Descoperit | Coordonate                                    | Imagine           | Erori            |
| ----------- | --- | -------------------------------------- | ---------------------------------- | ----------- | ---------- | --------------------------------------------- | ----------------- | ---------------- |
| 91768.01.01 | Situl arheologic de la Fărcădin - Măieriște / ansamblu anonim (Categorie: locuire civilă) (Tip: Așezare)                    | sat Fărcădin, comuna General Berthelot | Măieriște                          |             |            | 45°36′17″N 22°52′00″E / 45.60474°N 22.86657°E | Încărcați imagine | Raportați eroare |
| 91768.01.02 | Situl arheologic de la Fărcădin - Măieriște / ansamblu anonim (Categorie: locuire civilă) (Tip: așezare)                    | sat Fărcădin, comuna General Berthelot | Măieriște                          | Wietenberg  |            | 45°36′17″N 22°52′00″E / 45.60474°N 22.86657°E | Încărcați imagine | Raportați eroare |
| 91768.01.03 | Situl arheologic de la Fărcădin - Măieriște / ansamblu anonim (Categorie: locuire civilă) (Tip: așezare)                    | sat Fărcădin, comuna General Berthelot | Măieriște                          | romană      |            | 45°36′17″N 22°52′00″E / 45.60474°N 22.86657°E | Încărcați imagine | Raportați eroare |
| 91768.01.04 | Situl arheologic de la Fărcădin - Măieriște / ansamblu anonim (Categorie: locuire civilă) (Tip: așezare)                    | sat Fărcădin, comuna General Berthelot | Măieriște                          |             |            | 45°36′17″N 22°52′00″E / 45.60474°N 22.86657°E | Încărcați imagine | Raportați eroare |
| 88145.01    | Obiecte preistorice la Fizeș (Categorie: descoperire izolată) (Tip: obiect izolat)                                          | sat Fizeș, comuna Băița                |                                    |             |            |                                               | Încărcați imagine | Raportați eroare |
| 90565.01.01 | Situl arheologic de la Federi- Peștera nr.1 de la Coasta Vacii / ansamblu anonim (Categorie: locuire civilă) (Tip: Așezare) | sat Federi, comuna Pui                 | Coasta Vacii                       | Coțofeni    |            |                                               | Încărcați imagine | Raportați eroare |
| 90565.01.02 | Situl arheologic de la Federi- Peștera nr.1 de la Coasta Vacii / ansamblu anonim (Categorie: locuire civilă) (Tip: așezare) | sat Federi, comuna Pui                 | Coasta Vacii                       | aurignacian |            |                                               | Încărcați imagine | Raportați eroare |
| 90565.01.03 | Situl arheologic de la Federi- Peștera nr.1 de la Coasta Vacii / ansamblu anonim (Categorie: locuire civilă) (Tip: așezare) | sat Federi, comuna Pui                 | Coasta Vacii                       |             |            |                                               | Încărcați imagine | Raportați eroare |
| 90565.01.04 | Situl arheologic de la Federi- Peștera nr.1 de la Coasta Vacii / ansamblu anonim (Categorie: locuire civilă) (Tip: așezare) | sat Federi, comuna Pui                 | Coasta Vacii                       | dacică      |            |                                               | Încărcați imagine | Raportați eroare |
| 90565.01.05 | Situl arheologic de la Federi- Peștera nr.1 de la Coasta Vacii / ansamblu anonim (Categorie: locuire civilă) (Tip: așezare) | sat Federi, comuna Pui                 | Coasta Vacii                       | sec. VIII-X |            |                                               | Încărcați imagine | Raportați eroare |
| 91768.02.01 | Așezarea rurală romană de la Fărcădin / ansamblu anonim (Categorie: locuire) (Tip: așezare)                                 | sat Fărcădin, comuna General Berthelot |                                    | romană      |            |                                               | Încărcați imagine | Raportați eroare |
| 91768.03.01 | Situl arheologic medieval de la Fărcădin / ansamblu anonim (Categorie: construcție) (Tip: Capelă)                           | sat Fărcădin, comuna General Berthelot |                                    | sec. XVI    |            |                                               | Încărcați imagine | Raportați eroare |
| 91768.03.02 | Situl arheologic medieval de la Fărcădin / ansamblu anonim (Categorie: construcție) (Tip: Curte nobiliară)                  | sat Fărcădin, comuna General Berthelot |                                    |             |            |                                               | Încărcați imagine | Raportați eroare |
| 90565.02.01 | Așezarea Wietenberg de la Federi- Peștera Federi / ansamblu anonim (Categorie: locuire) (Tip: Așezare)                      | sat Federi, comuna Pui                 | Peștera Federi                     | Wietenberg  |            |                                               | Încărcați imagine | Raportați eroare |
| 90565.03.01 | Așezarea musterniană de la Federi- Peștera nr. 2 de la Coasta Vacii / ansamblu anonim (Categorie: locuire) (Tip: așezare)   | sat Federi, comuna Pui                 | Peștera nr. 2 de la Coasta Vacii   | Musterian   |            |                                               | Încărcați imagine | Raportați eroare |
| 90565.04.01 | Situl arheologic de la Federi- Peștera Cocoșului / ansamblu anonim (Categorie: locuire) (Tip: așezare)                      | sat Federi, comuna Pui                 | Peștera Cocoșului                  | Musterian   |            |                                               | Încărcați imagine | Raportați eroare |
| 90565.04.02 | Situl arheologic de la Federi- Peștera Cocoșului / ansamblu anonim (Categorie: locuire) (Tip: așezare)                      | sat Federi, comuna Pui                 | Peștera Cocoșului                  | aurignacian |            |                                               | Încărcați imagine | Raportați eroare |
| 90565.04.03 | Situl arheologic de la Federi- Peștera Cocoșului / ansamblu anonim (Categorie: locuire) (Tip: așezare)                      | sat Federi, comuna Pui                 | Peștera Cocoșului                  |             |            |                                               | Încărcați imagine | Raportați eroare |
| 90565.04.04 | Situl arheologic de la Federi- Peștera Cocoșului / ansamblu anonim (Categorie: locuire) (Tip: așezare)                      | sat Federi, comuna Pui                 | Peștera Cocoșului                  | Wietenberg  |            |                                               | Încărcați imagine | Raportați eroare |
| 90565.04.05 | Situl arheologic de la Federi- Peștera Cocoșului / ansamblu anonim (Categorie: locuire) (Tip: așezare)                      | sat Federi, comuna Pui                 | Peștera Cocoșului                  | dacică      |            |                                               | Încărcați imagine | Raportați eroare |
| 90565.04.06 | Situl arheologic de la Federi- Peștera Cocoșului / ansamblu anonim (Categorie: locuire) (Tip: așezare)                      | sat Federi, comuna Pui                 | Peștera Cocoșului                  | romană      |            |                                               | Încărcați imagine | Raportați eroare |
| 90565.05.01 | Situl arheologic de la Federi- Peștera nr.1 din Piatra Muntenilor / ansamblu anonim (Categorie: locuire) (Tip: așezare)     | sat Federi, comuna Pui                 | Peștera nr.1 din Piatra Muntenilor | Musterian   |            |                                               | Încărcați imagine | Raportați eroare |
| 90565.05.02 | Situl arheologic de la Federi- Peștera nr.1 din Piatra Muntenilor / ansamblu anonim (Categorie: locuire) (Tip: așezare)     | sat Federi, comuna Pui                 | Peștera nr.1 din Piatra Muntenilor |             |            |                                               | Încărcați imagine | Raportați eroare |
| 90565.05.03 | Situl arheologic de la Federi- Peștera nr.1 din Piatra Muntenilor / ansamblu anonim (Categorie: locuire) (Tip: așezare)     | sat Federi, comuna Pui                 | Peștera nr.1 din Piatra Muntenilor |             |            |                                               | Încărcați imagine | Raportați eroare |
| 90565.05.04 | Situl arheologic de la Federi- Peștera nr.1 din Piatra Muntenilor / ansamblu anonim (Categorie: locuire) (Tip: așezare)     | sat Federi, comuna Pui                 | Peștera nr.1 din Piatra Muntenilor |             |            |                                               | Încărcați imagine | Raportați eroare |
| 90565.05.05 | Situl arheologic de la Federi- Peștera nr.1 din Piatra Muntenilor / ansamblu anonim (Categorie: locuire) (Tip: așezare)     | sat Federi, comuna Pui                 | Peștera nr.1 din Piatra Muntenilor | romană      |            |                                               | Încărcați imagine | Raportați eroare |
| 90565.05.06 | Situl arheologic de la Federi- Peștera nr.1 din Piatra Muntenilor / ansamblu anonim (Categorie: locuire) (Tip: așezare)     | sat Federi, comuna Pui                 | Peștera nr.1 din Piatra Muntenilor |             |            |                                               | Încărcați imagine | Raportați eroare |
| 90565.06.01 | Așezarea Coțofeni de la Federi / ansamblu anonim (Categorie: locuire) (Tip: așezare)                                        | sat Federi, comuna Pui                 |                                    | Coțofeni    |            |                                               | Încărcați imagine | Raportați eroare |
| 90565.07.01 | Valurile de pământ dacice de la Federi- Izvor / ansamblu anonim (Categorie: fortificație) (Tip: Val)                        | sat Federi, comuna Pui                 | Izvor                              | dacică      |            |                                               | Încărcați imagine | Raportați eroare |
| 90565.08.01 | Castrul roman de la Federi- Dealul Padeș / ansamblu anonim (Categorie: fortificație) (Tip: Castru)                          | sat Federi, comuna Pui                 | Dealul Padeș                       | romană      |            |                                               | Încărcați imagine | Raportați eroare |
| 88145.02.01 | Exploatarea minieră romană de la Fizeș / ansamblu anonim (Categorie: exploatare/carieră) (Tip: exploatare)                  | sat Fizeș, comuna Băița                |                                    | romană      |            |                                               | Încărcați imagine | Raportați eroare |
| 88145.02.02 | Exploatarea minieră romană de la Fizeș / ansamblu anonim (Categorie: exploatare/carieră) (Tip: așezare minieră)             | sat Fizeș, comuna Băița                |                                    | romană      |            |                                               | Încărcați imagine | Raportați eroare |
| 88145.03.01 | Mina de aur de la Fizeș / ansamblu anonim (Categorie: exploatare/carieră) (Tip: exploatare)                                 | sat Fizeș, comuna Băița                |                                    | romană      |            |                                               | Încărcați imagine | Raportați eroare |
| 90574.01.01 | Așezarea dacică de la Fizești- Hotar / ansamblu anonim (Categorie: locuire) (Tip: Așezare)                                  | sat Fizești, comuna Pui                | Hotar                              | dacică      |            |                                               | Încărcați imagine | Raportați eroare |
| 90574.02.01 | Sistemul de fortificații de la Fizești- Vârful Poienii / ansamblu anonim (Categorie: fortificație) (Tip: Fortificație)      | sat Fizești, comuna Pui                | Vârful Poienii                     | dacică      |            |                                               | Încărcați imagine | Raportați eroare |
| 90574.02.02 | Sistemul de fortificații de la Fizești- Vârful Poienii / ansamblu anonim (Categorie: fortificație) (Tip: Fortificație)      | sat Fizești, comuna Pui                | Vârful Poienii                     | romană      |            |                                               | Încărcați imagine | Raportați eroare |
| 90574.03.01 | Biserica de lemn de la Fizești / ansamblu anonim (Categorie: construcție) (Tip: biserică)                                   | sat Fizești, comuna Pui                |                                    |             |            |                                               | Încărcați imagine | Raportați eroare |
| 90707.01.01 | Așezarea Coțofeni de la Folt / ansamblu anonim (Categorie: locuire) (Tip: așezare)                                          | sat Folt, comuna Rapoltu Mare          |                                    | Coțofeni    |            |                                               | Încărcați imagine | Raportați eroare |
| 90707.02.01 | Situl arheologic de la Folt- Sub Vii / ansamblu anonim (Categorie: locuire) (Tip: Așezare)                                  | sat Folt, comuna Rapoltu Mare          | Sub Vii                            | Wietenberg  |            |                                               | Încărcați imagine | Raportați eroare |
| 90707.02.02 | Situl arheologic de la Folt- Sub Vii / ansamblu anonim (Categorie: locuire) (Tip: așezare)                                  | sat Folt, comuna Rapoltu Mare          | Sub Vii                            |             |            |                                               | Încărcați imagine | Raportați eroare |
| 90707.02.03 | Situl arheologic de la Folt- Sub Vii / ansamblu anonim (Categorie: locuire) (Tip: așezare)                                  | sat Folt, comuna Rapoltu Mare          | Sub Vii                            | romană      |            |                                               | Încărcați imagine | Raportați eroare |
| 90707.02.04 | Situl arheologic de la Folt- Sub Vii / ansamblu anonim (Categorie: locuire) (Tip: așezare)                                  | sat Folt, comuna Rapoltu Mare          | Sub Vii                            |             |            |                                               | Încărcați imagine | Raportați eroare |
| 90707.03.01 | Cuptorul roman de la Folt / ansamblu anonim (Categorie: construcție) (Tip: cuptoare)                                        | sat Folt, comuna Rapoltu Mare          |                                    | romană      |            |                                               | Încărcați imagine | Raportați eroare |
| 90707.04.01 | Așezarea romană de la Folt- Pe vale / ansamblu anonim (Categorie: locuire) (Tip: Așezare)                                   | sat Folt, comuna Rapoltu Mare          | Pe vale                            | romană      |            |                                               | Încărcați imagine | Raportați eroare |
| 91768.04.01 | Așezarea neolitică de la Fărăcădin - Obreje / ansamblu anonim (Categorie: locuire) (Tip: Așezare)                           | sat Fărcădin, comuna General Berthelot | Obreje                             | Turdaș      |            |                                               | Încărcați imagine | Raportați eroare |
| 91768.04.02 | Așezarea neolitică de la Fărăcădin - Obreje / ansamblu anonim (Categorie: locuire) (Tip: Așezare)                           | sat Fărcădin, comuna General Berthelot | Obreje                             |             |            |                                               | Încărcați imagine | Raportați eroare |
| 91768.05.01 | Așezarea de epocă romană de la Unirea - Dealul Mangop / ansamblu anonim (Categorie: loc de luptă) (Tip: Villa rustica)      | sat Fărcădin, comuna General Berthelot | Dealul Mangop                      |             |            |                                               | Încărcați imagine | Raportați eroare |